# Бабкін Сергій Сергійович
Сергій Сергійович Бабкін (рос. Сергей Сергеевич Бабкин, нар. 25 вересня 2002, Волгоград, Росія) — російський футболіст, опорний півзахисник клубу «Локомотив».
На правах оренди грає у клубі «Крила Рад».

## Ігрова кар'єра
Сергій Бабкін вихованець волгоградського футболу. У лютому 2017 року він перейшов в академію клубу «Анжи» у Каспійську. З того ж сезону він почав залучатися до матчів молодіжної команди.
Влітку 2019 року Бабкін перейшов до московського «Локомотива», де починав грати у фарм - клубі „залізничників“ «Казанка». У липні 2021 року Сергій Бабкін вперше вийшов в основі «Локомотива» у матчі на Суперкубок проти пітерського «Зента». Через місяць футболіст дебютував у першості РПЛ.
У вересні 2022 року Сергій Бабкін на правах оренди перейшов до клубу «Крила Рад».